# Serafino Amedeo De Ferrari
Serafino Amedeo De Ferrari (Genova, 6 maggio 1824 – Genova, 27 marzo 1885) è stato un compositore, direttore d'orchestra e pianista italiano.

## Biografia
Nacque a Genova da Francesco De Ferrari e da Angela Torricelli Bortoletti. Ha studiato musica nella sua città natale ed a Milano. Si esibì come pianista, organista e direttore d'orchestra, anche a Torino e Firenze.
Dal 1848 al 1852 è stato molto attivo come direttore d'orchestra ad Amsterdam, dopo di che ha lavorato come direttore di canto al Teatro Carlo Felice di Genova. Ha composto alcune opere, con più o meno successo : il suo capolavoro è considerato il Pipelé, ispirato dai Misteri di Parigi di Eugène Sue, che fu rappresentato per la prima assoluta a Venezia, poi a Genova e su tutte le scene italiane, ma anche a Malta (1856-1857) e a Madrid (1883).
Si ritirò dalle scene dopo il poco successo della sua ultima opera, Il cadetto di Guascogna, e si dedicò all'insegnamento. Nel 1873 fu nominato direttore del Civico Istituto di musica di Genova. Morì a Genova, e fu sepulto al cimitero Staglieno.

## Opere

### Opere liriche
- Don Carlo, l'11 febbraio 1854 al Teatro Carlo Felice[1][2], 
  - poi rimaneggiato sotto il titolo Filippo II, per una rappresentazione il 26 dicembre 1856, allo stesso teatro, con meno successo[1][3]
- Pipelé o Il portinaio di Parigi, il 25 novembre 1855 al Teatro San Benedetto di Venezia[1][4];
- Il matrimonio per concorso, il 7 agosto del 1858[5], al teatro La Fenice di Venezia[6], che fu un fiasco[1];
- Il menestrello, il 17 aprile 1859, al Teatro Andrea Doria di Genova[1][7];
- Il Cadetto di Guascogna, il 9 novembre 1864 al Teatro Carlo Felice di Genova[1][8],
  - poi rimaneggiato per una rappresentazione al Teatro Rossini di Torino, durante la primavera 1873[9].

### Altre
Ha anche scritto un po' di musica strumentale: valzer, polke e mazurke per pianoforte e due fantasie per pianoforte e violino. Della sua musica vocale si citano alcune romanze per canto e pianoforte, lʾInno al re per 4 voci coro e orchestra (composto ad Amsterdam nel 1848), ed una Cantata alle LL. MM. Umberto e Margherita di Savoia. Avrebbe anche scritto molta musica religiosa.